# Палаццо Те
Палаццо Те або Палаццо дель Те  (італ. Palazzo Te) — унікальний за задумом і реалізацією палац в стилі італійського маньєризму, несхожий на жодний з італійських палаців,  збудований на замовлення князя Мантуї архітектором і художником Джуліо Романо.

## Передісторія

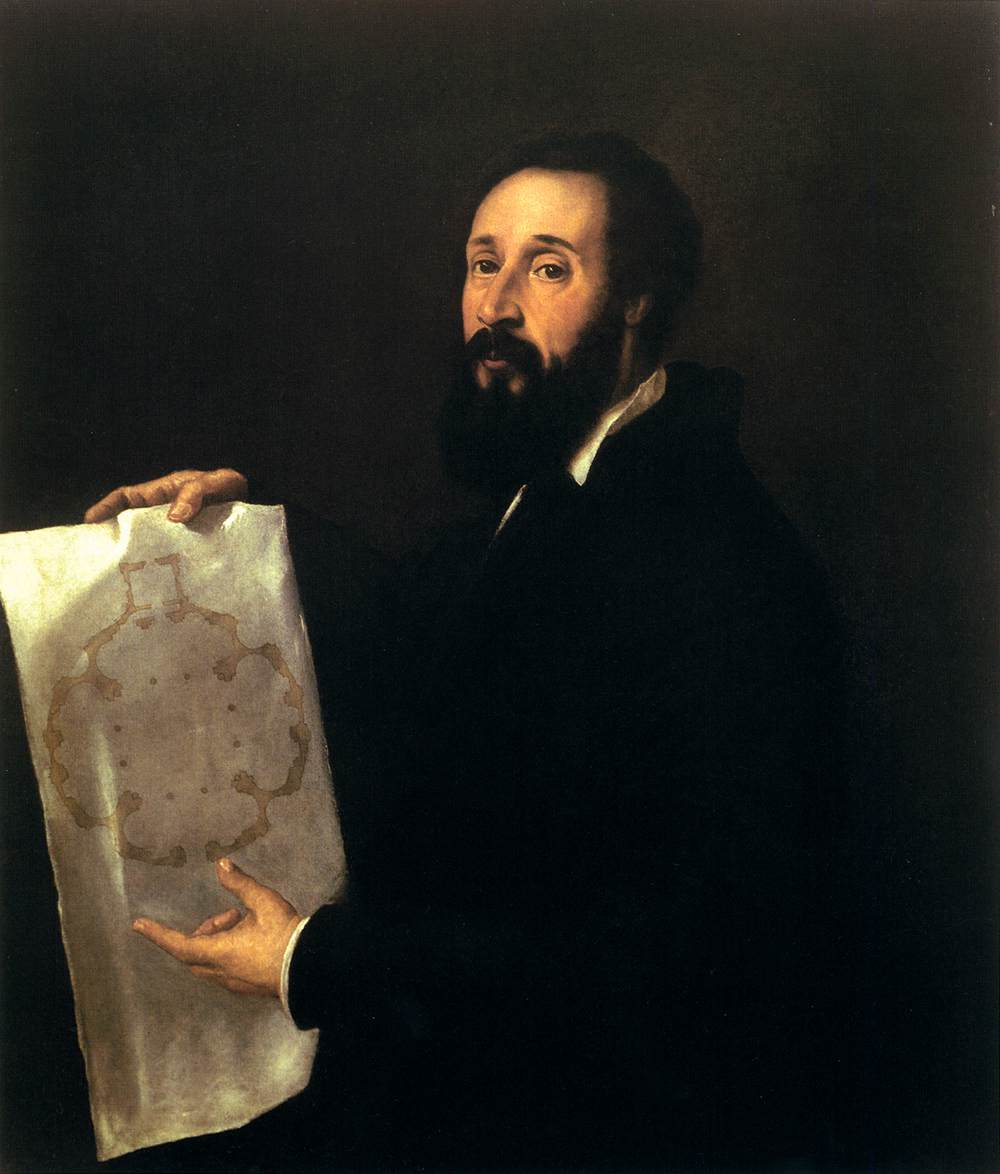
Джуліо Романо.

Маньєризм з'явився в Італії, де найважливішими осередками розвитку стилю стали Флоренція, Мантуя та Рим, а потім отримав поширення у Франції та інших європейських країнах. Стиль був також породженням кризових явищ у суспільно-політичній сфері, характерних для пізнього відродження з його соціальною, моральною та релігійною нестійкістю. Іноді початкову фазу маньєризму пов'язують з пограбуванням і руйнацією Риму в 1527 році німецькими вояками імператора Карла V. Найголовніше те, що маньєризм в помітній формі відбив істотну, подібну до вибуху трансформацію мистецтва та літератури від середніх віків до «Нової історії».
«Природа» і «мистецтво» в маньєризмі представлені інакше, ніж в системі відродження, неврівноважено і негармонійно. Природа розглядається як мистецький акт верховного Бога, а митець маньєризму рахується з цим, але волає активно змінювати форми і змісти і переносить змінені (драматизовані, огрублені, деформовані) форми і змісти в твори мистецтва заради збільшення їх виразності і більшого впливу на глядача. Італійці навіть запропонували новий термін для творів маньєристів — «грубі красоти». Ці настанови були перенесені і в сади маньєризму. Ставлення до творів першої генерації маньєристів Італії було різним — від поваги і визнання авторитета ( Мікеланджело Буонарроті ) до підозрілості, цензурування і могутнього контролю через дозволи і заборони ( Тридентський собор). Акт творчості для митця-маньєриста є суперництвом з природою, активна її деформація, звідки логічно виникає крайній індивідуалізм наново запропонованих форм і змістів. Успіхи реформації, поява протестантизму і  спровокували католицьку церкву на реальні репресії, агресію, могутність контролю через дозволи і заборони, серед іншого і на мистецтво італійського маньєризму.
Мантуанський князь волав мати заміський палац, де міг би усамітнюватись із небагатьма близькими друзями для дозвілля і насолод. Для створення нового палацу із міста Рим був запрошений на працю архітектор і художник Джуліо Романо.  Мантуанські князі були володарями кінних заводів, що поставляли за гроші породних скакунів вельможам Європи. Про це знав і Джуліо Романо, що використав пізніше зображення коней у декорі палацової зали. Взагалі, митці-маньєристи першої генерації мали велику обдарованість і задали високий щабель у мистецькій практиці доби. Тому вибір мантуанського князя представника римського маньєризму і улюбленого учня Рафаеля Санті був надзвичайно вдалим. А для Джуліо Романо несподівано відкрились широкі перспективи стабільної праці для багатого покровителя і як архітектору, і як художнику, котрі він використав з надзвичайною повнотою.

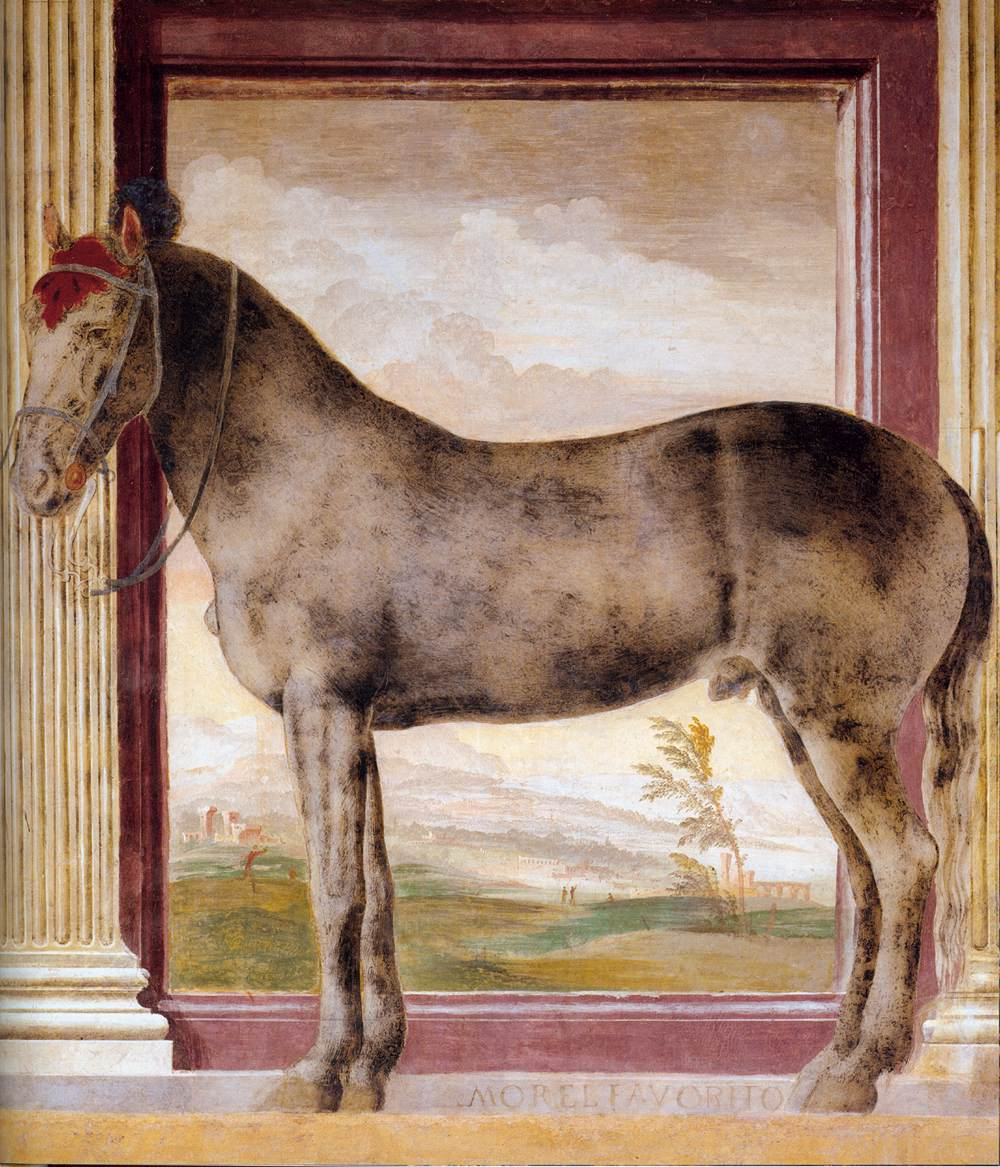
Улюблений кінь князя
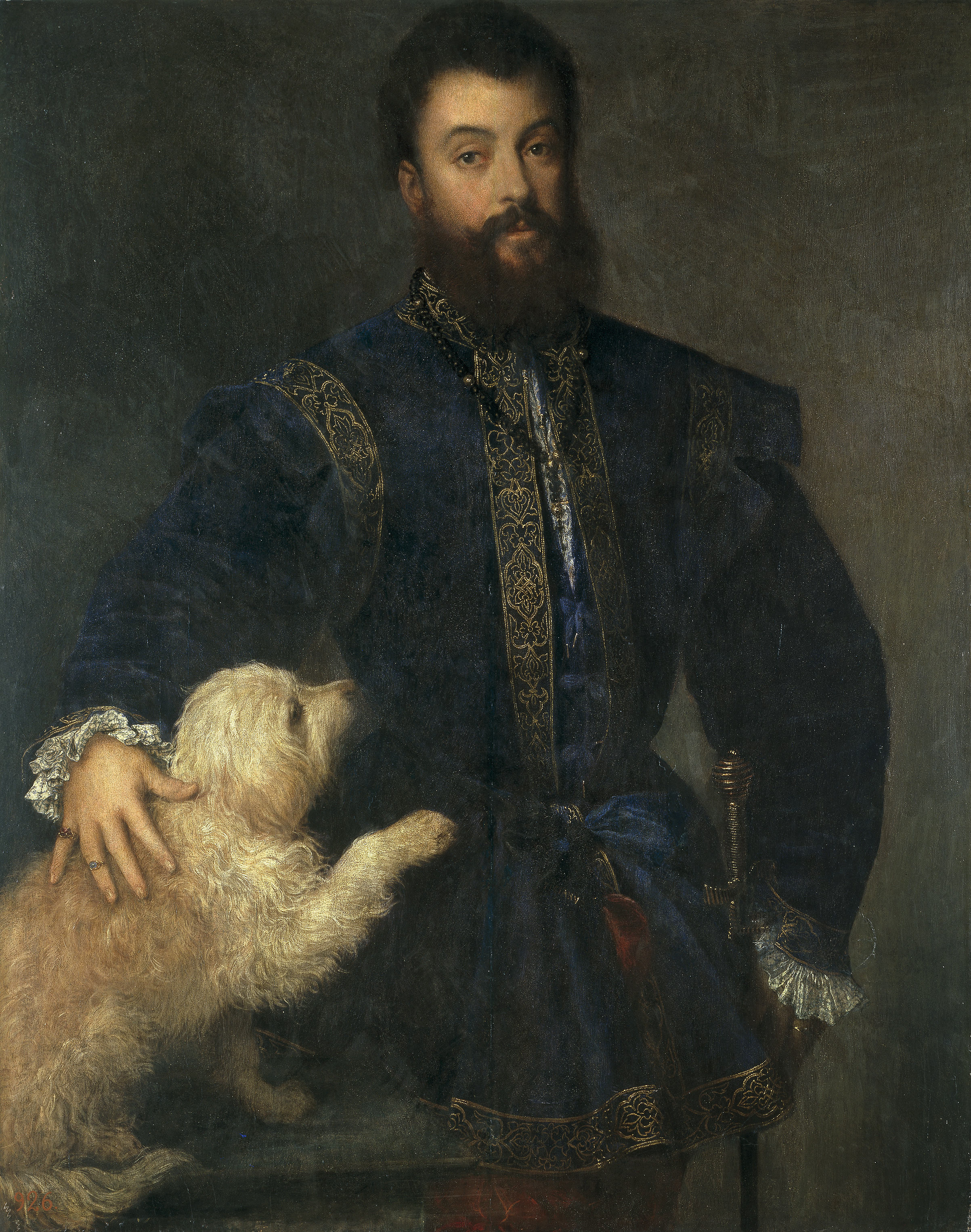
Худ. Тиціан. Князь Федеріго ІІ, замовник палацу дель Те
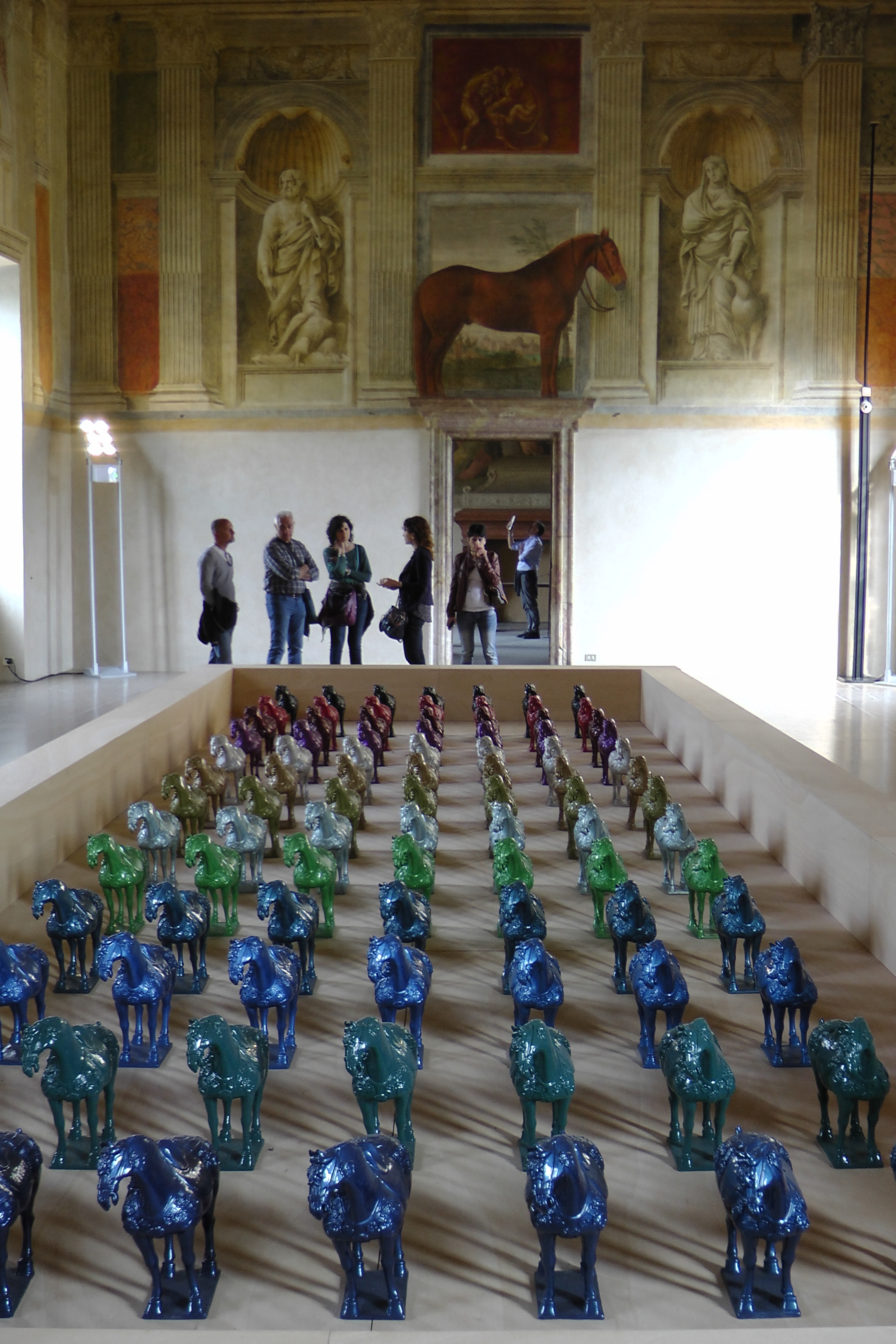
Зала коней
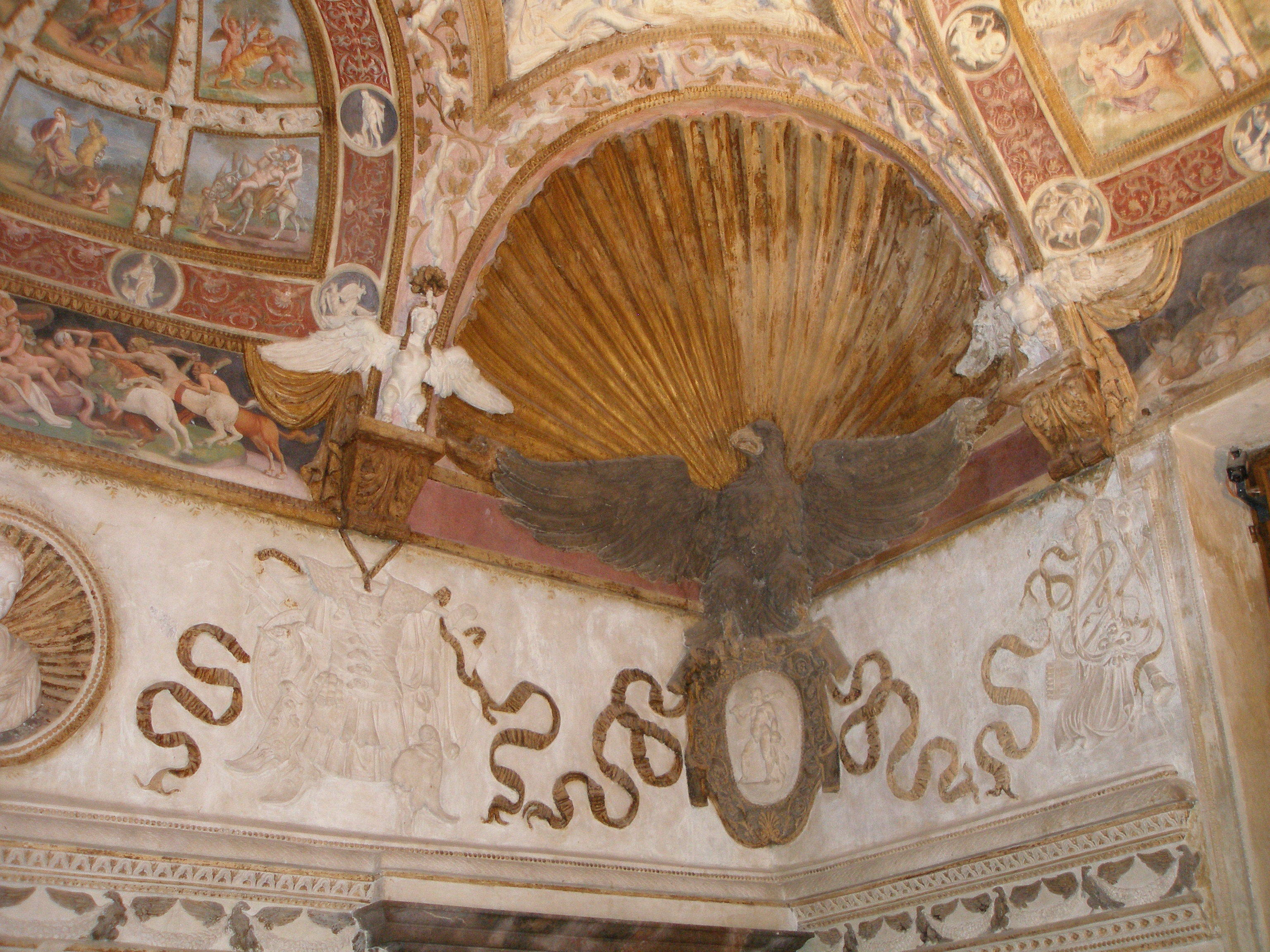
Фрагмент фрескового декору палацу

## Опис архітектури палацу

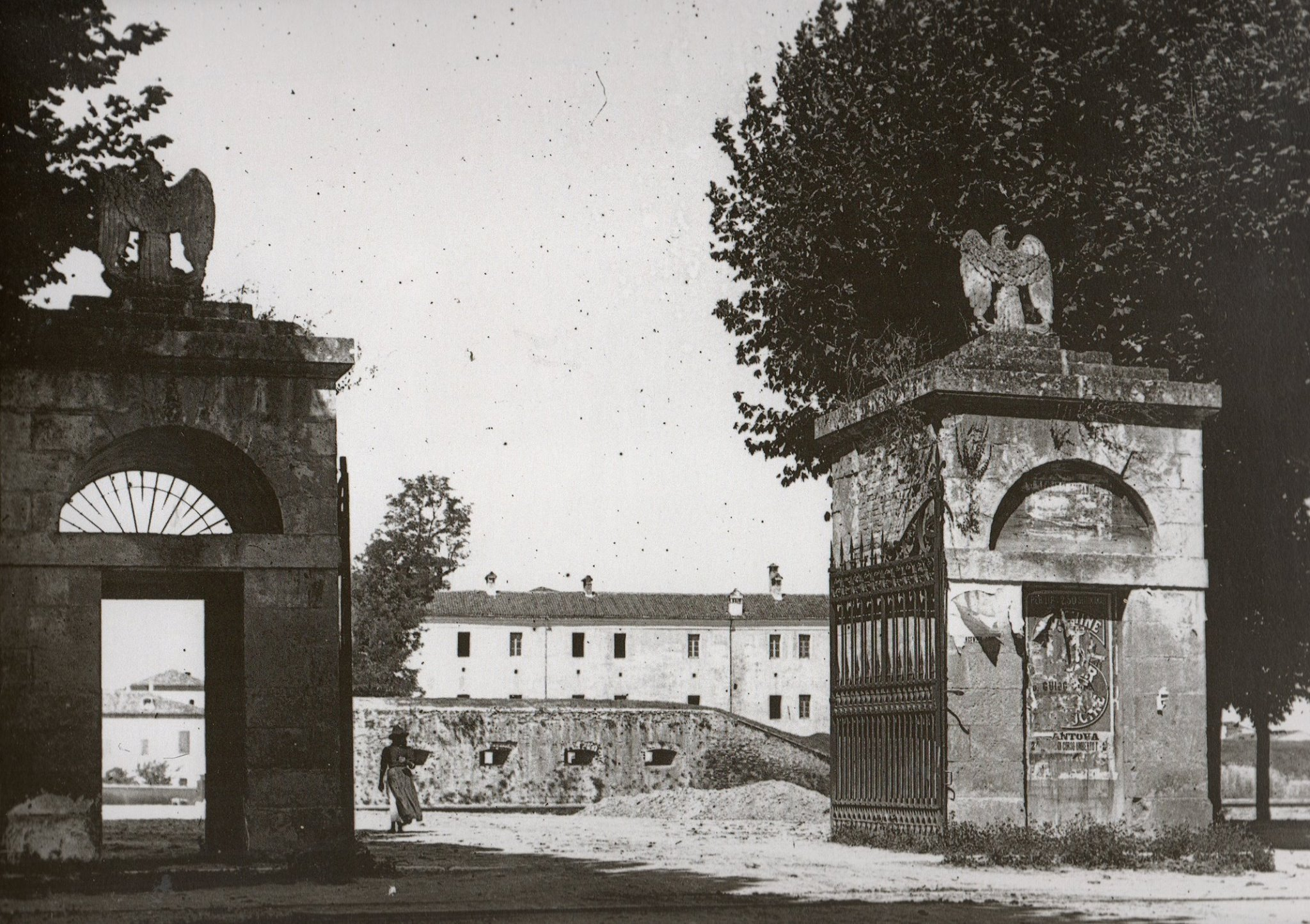
Історичне фото палацу 1910 року

Дивацька назва палацу(Palazzo del Te) — перекладається як палац для Чаювання.  На цьому болотяному місці був розташований один з кінних розплідників і стайні для князівських коней. В комплекс до стаєнь, що вже існували, і був побудований цей палац. 
Будівлю створив відомий архітектор і художник Джуліо Романо за 18 місяців у 1524-1525 рр. Автором проекту був сам Романо. До побудови заміської вілли він підійшов як до театральної декорації, але виконаної в реальності. Звідси напівкругла Вхідна брама-екседра з аркадою, перспектива декількох будівель, що йдуть вдалечінь і які можна бачити крізь арки. Палац має декілька дворів і невеличкий власний садок. Будівля палацу має навмисно грубе тинькування, відсутність деяких архітектурних деталей, дещо перебільшений руст, що посилює виразність ансамблю. Лише на перший погляд фасади палацу справляють враження симетрії. Насправді вона часто порушена то різною відстанню між колонами, то несиметрично розташованими дверними отворами.
Завершена будівля стала в один рівень з іншими визначними будівлями доби маньєризму — палацом Уффіці Джорджо Вазарі і садовим фасадом палаццо Пітті Бартоломео Амманаті .

## Декорування палацу

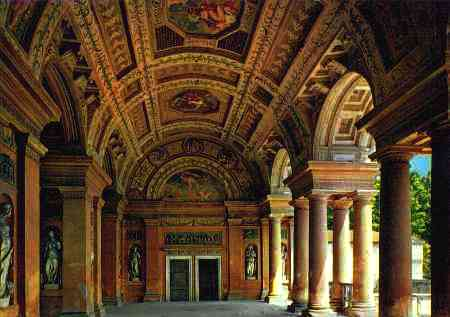
Вхідна лоджія.

Таким чином палац дель Те мав риси і заміської вілли, і палацової резиденції князя, і господарську функцію. Світська за призначенням споруда мала і світський декор. Вже традиційно тут використали декілька типів декорування склепінь, особливо розкішного у вхідній лоджії.
Фреска здавна була розповсюдженим і дешевим засобом створення розкішного палацового декору. тому і палац дель Те отримав декілька фрескових циклів у парадних приміщеннях. Серед них — зала Стукко, зала Сонця, зала Овідія, Велика зала Коней, зала Амура і Психеї, зала Гігантів тощо.
Один Джуліо Романо не міг би упоратись із декоруванням палацових зал. Тому над декором працювала ціла бригада по різному обдарованих майстрів, серед котрих опинились —
- Джорджо Ансельмі
- Франческо Пріматіччо
- Фермо Гізоні
- Бенедетто Паньї
- Рафаеле Альбаріні
- Рінальдо Монтовано
- Джованні Баттіста Монтовано та їх помічники.

## Старовинна оранжерея
Добудови у 17 столітті не мали радикального характеру, але збагатили функції заміського палацу. Тут попрацював садівник і архітектор Ніколо Себрегонді. Він створив приміщення типу оранжереї, куди переносили вразливі від морозів рослини (переважно цитрусові) у зимовий період. Будівельні роботи за проектом Ніколо Себрегонді тривали у період 1651-1655 років. Вже через 100 років стайні і колишнє приміщення оранжереї вимушено використовували як арсенал і військові склади.

## Галерея фасадів палацу дель Те

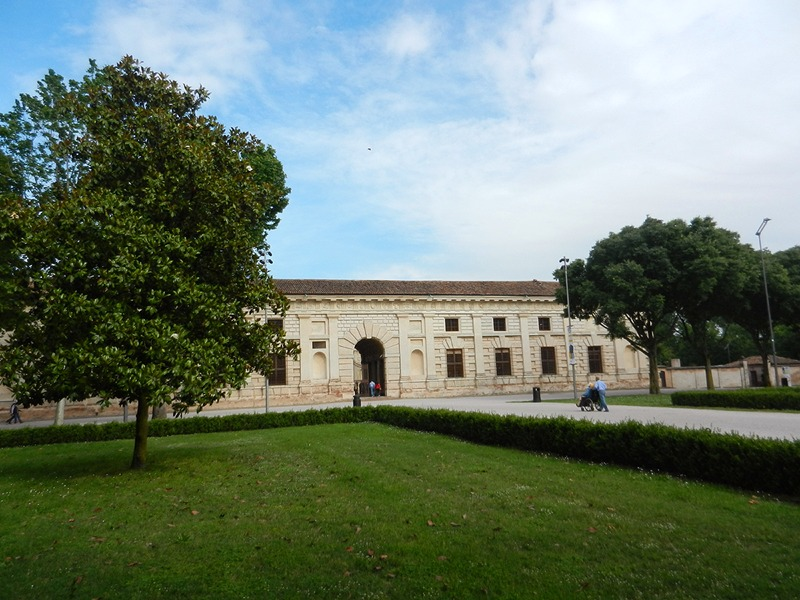
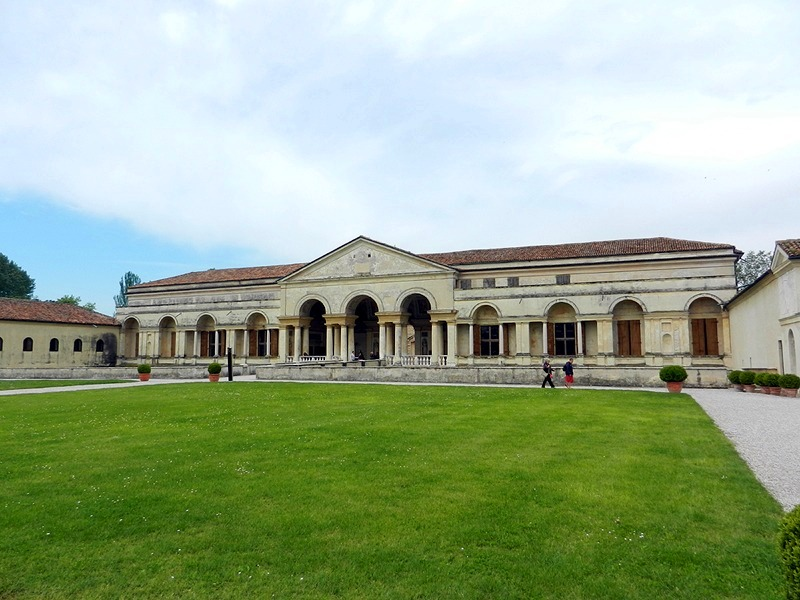
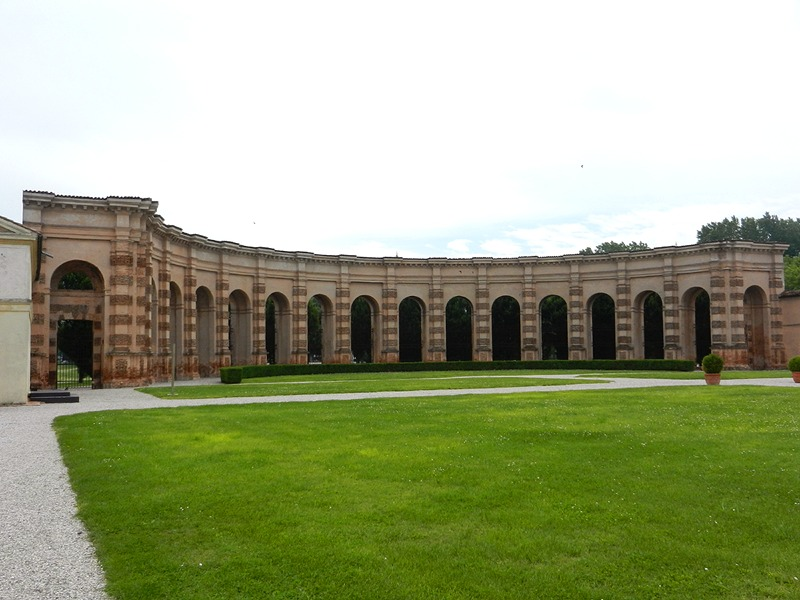
Вхідна напівциркульна галерея, що замикає парадний двір
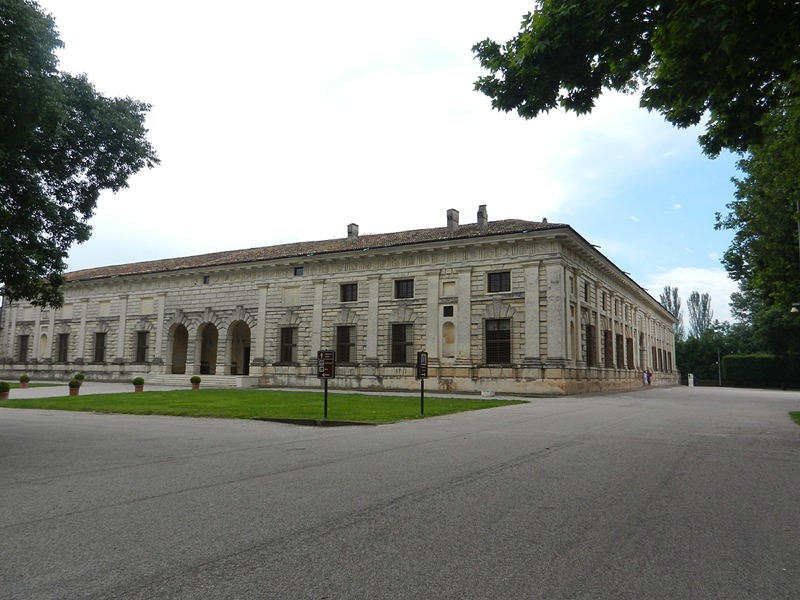

## Внутрішній садок палацу

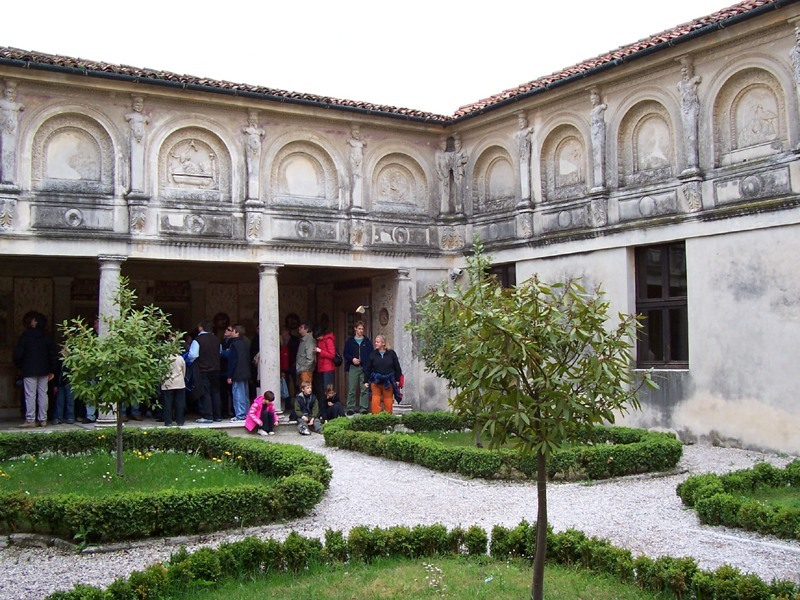
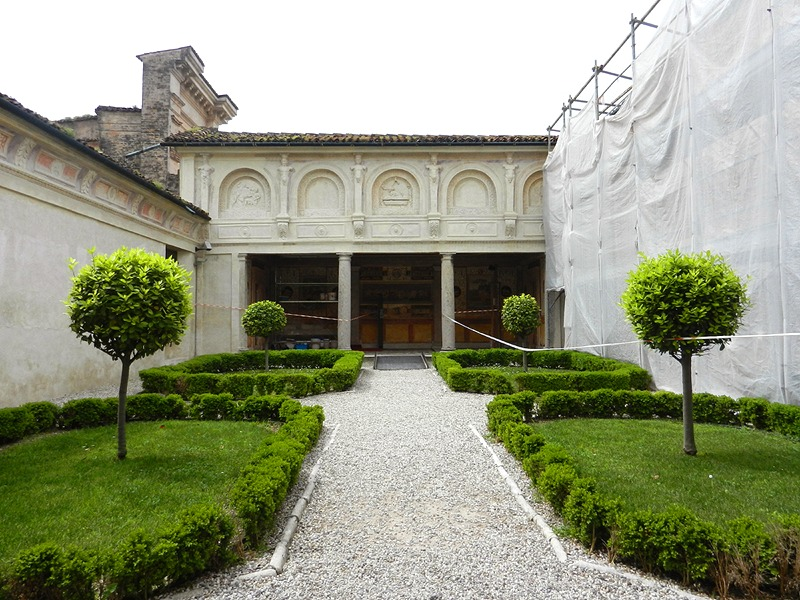
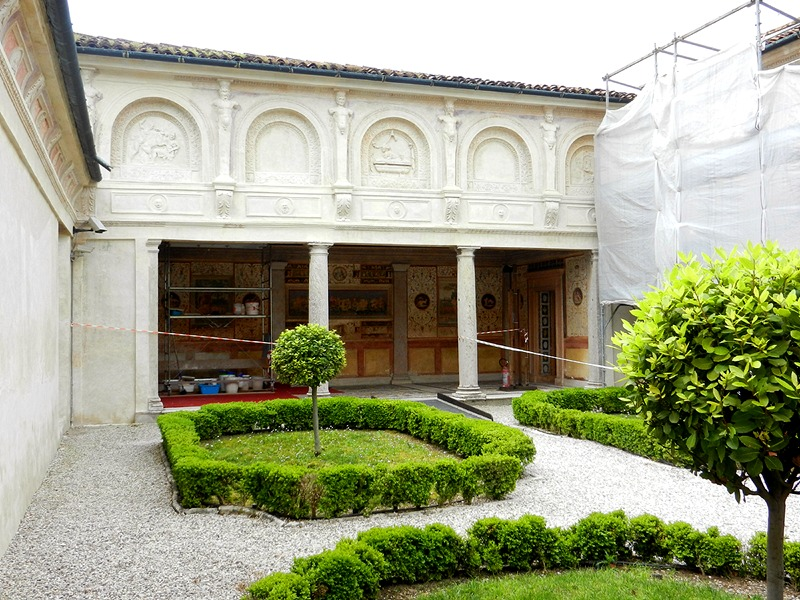
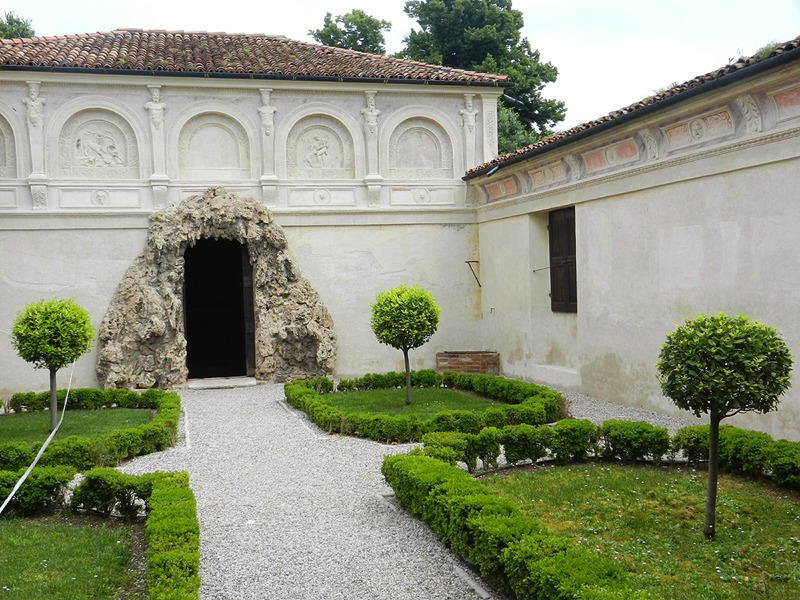

## Декор на палацових склепіннях

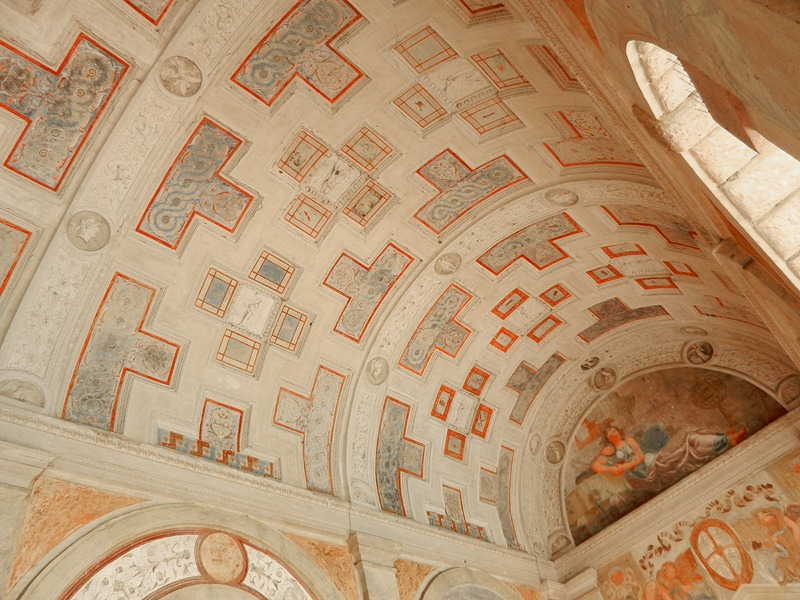
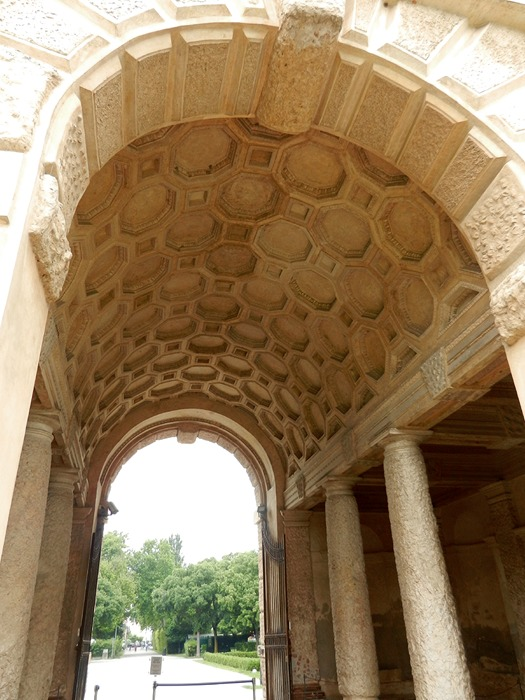
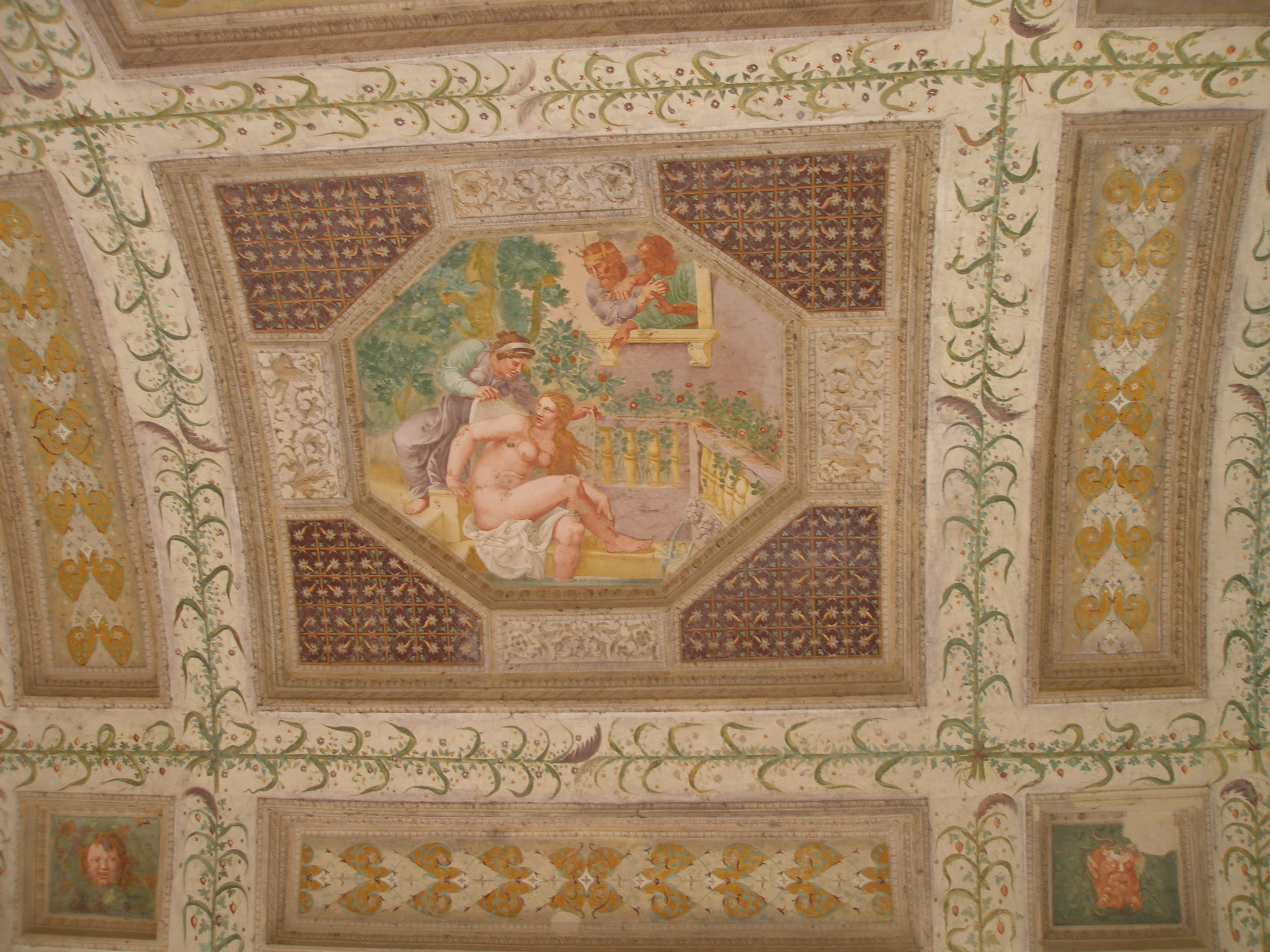
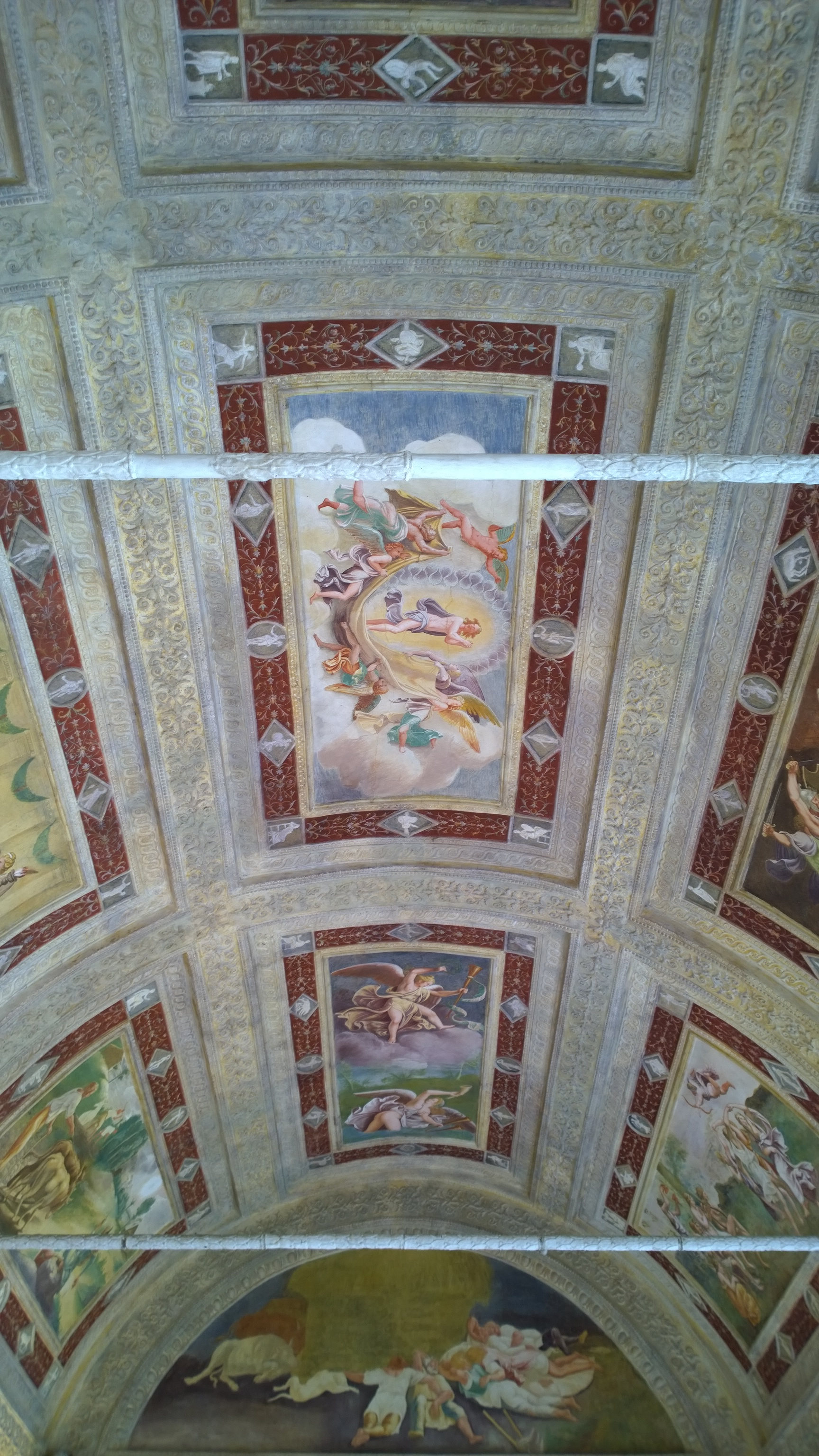

## Фрески в палаці дель Те

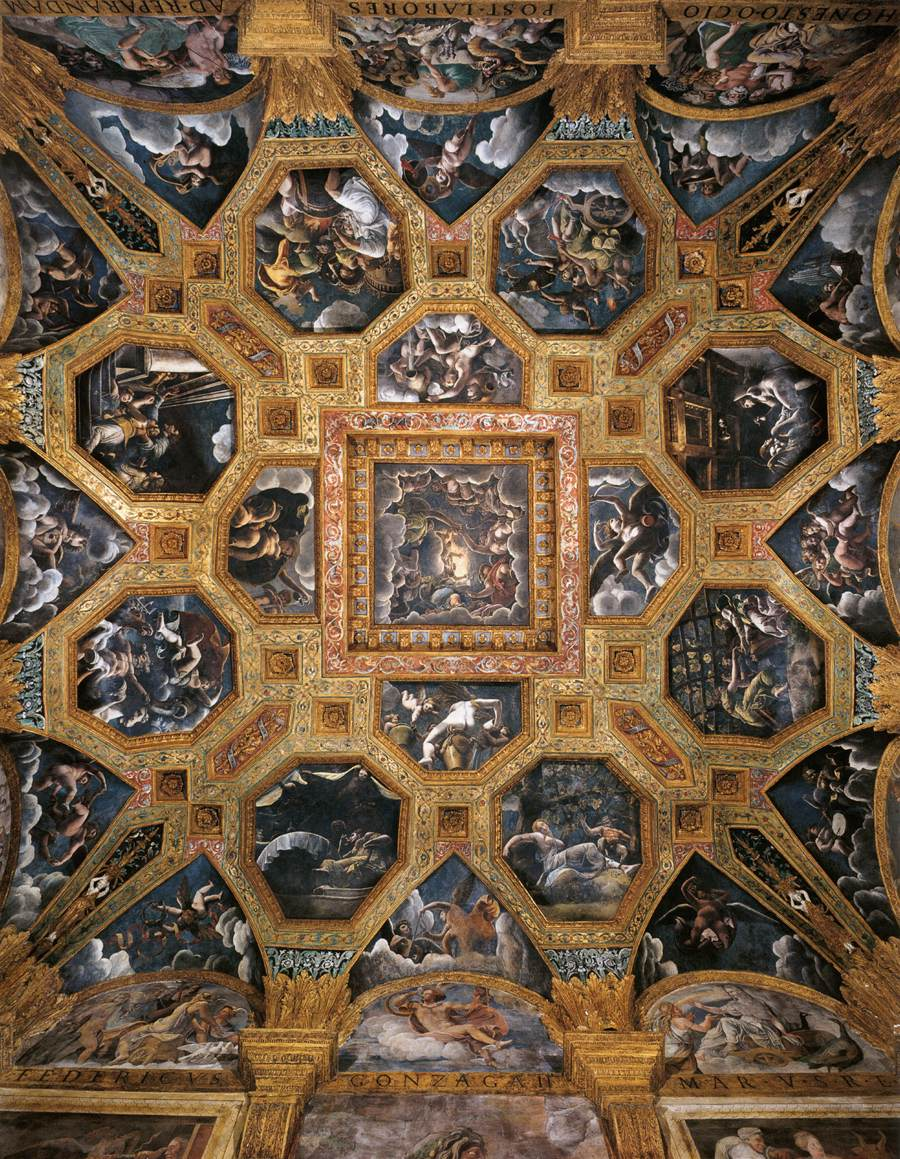

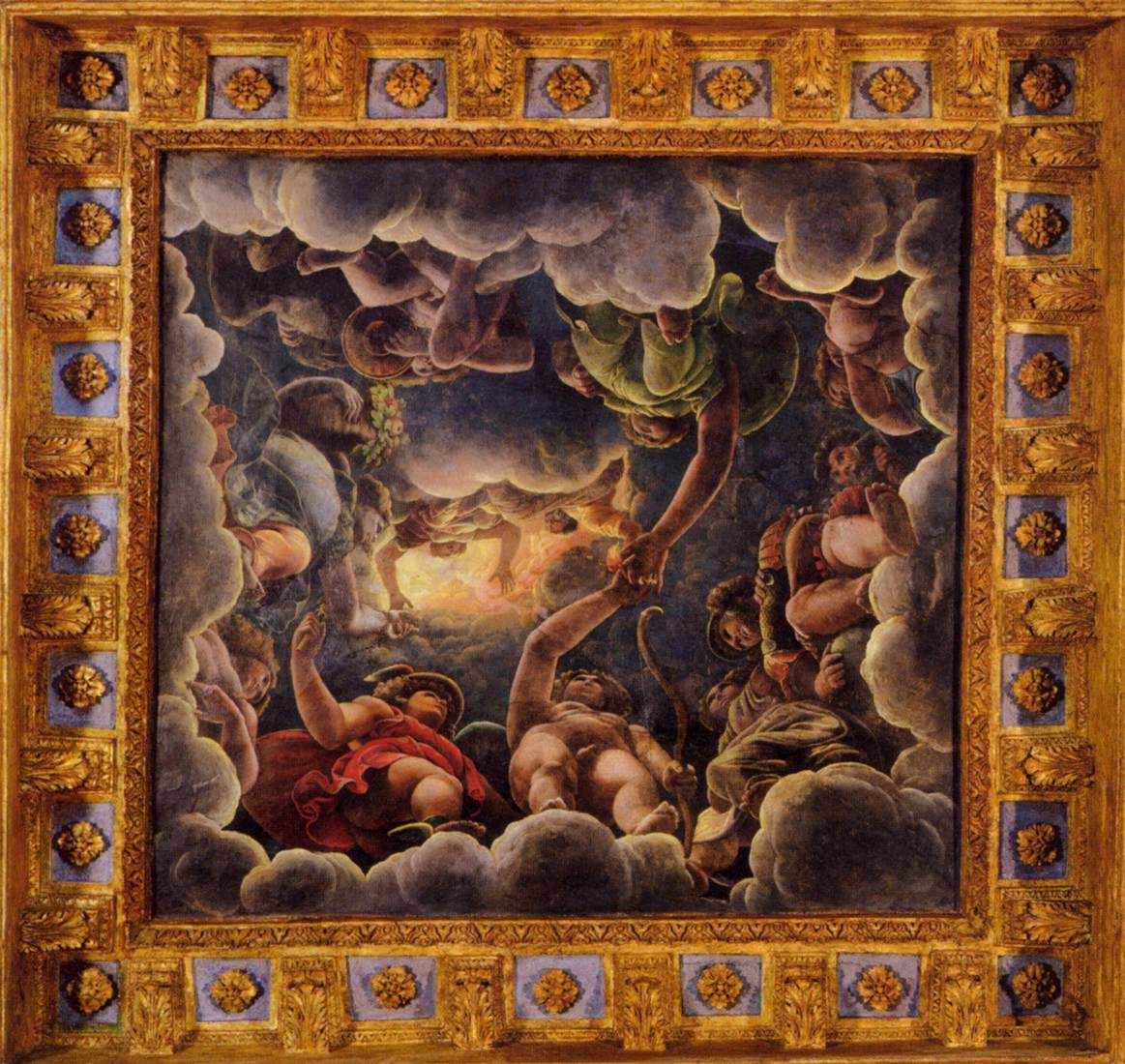
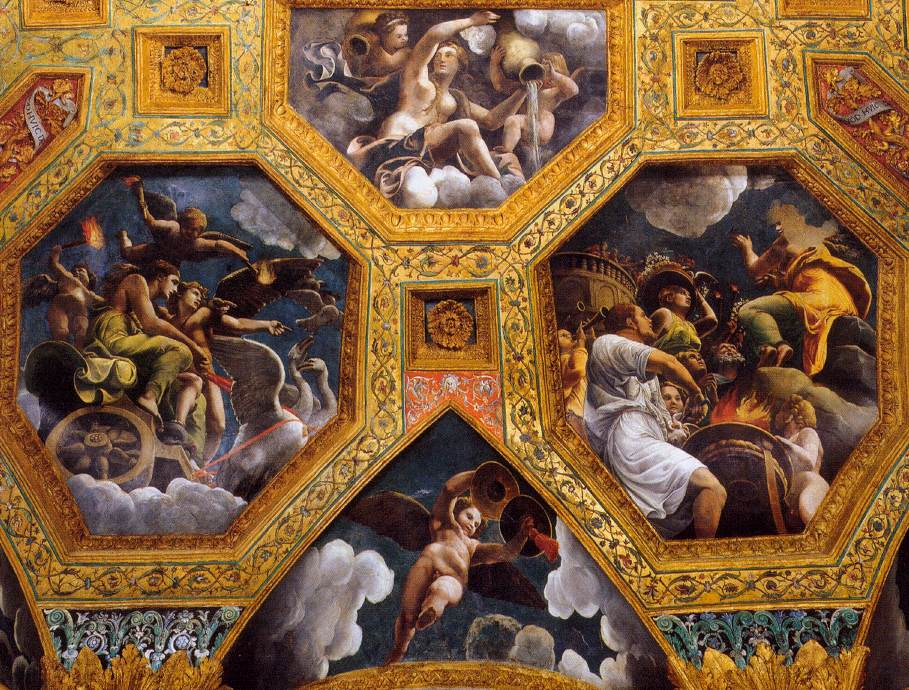
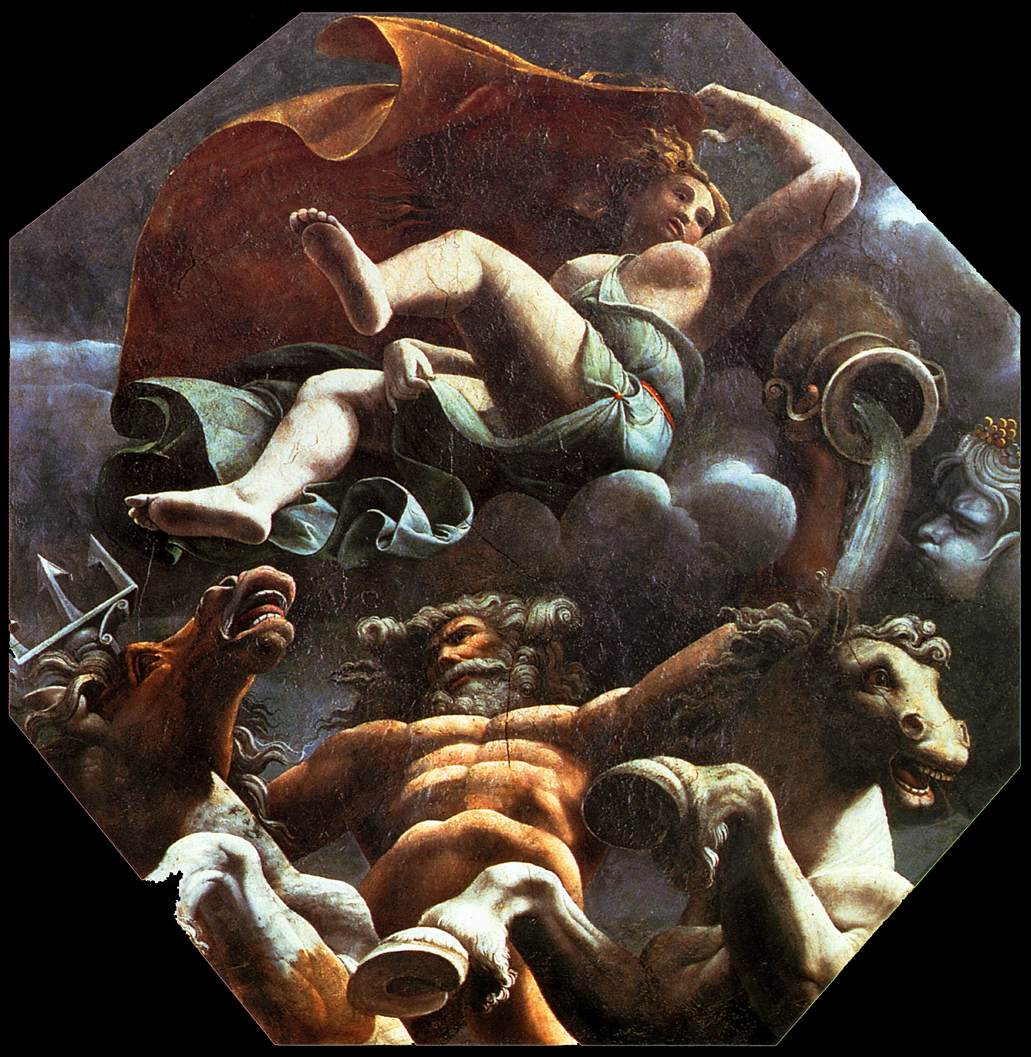
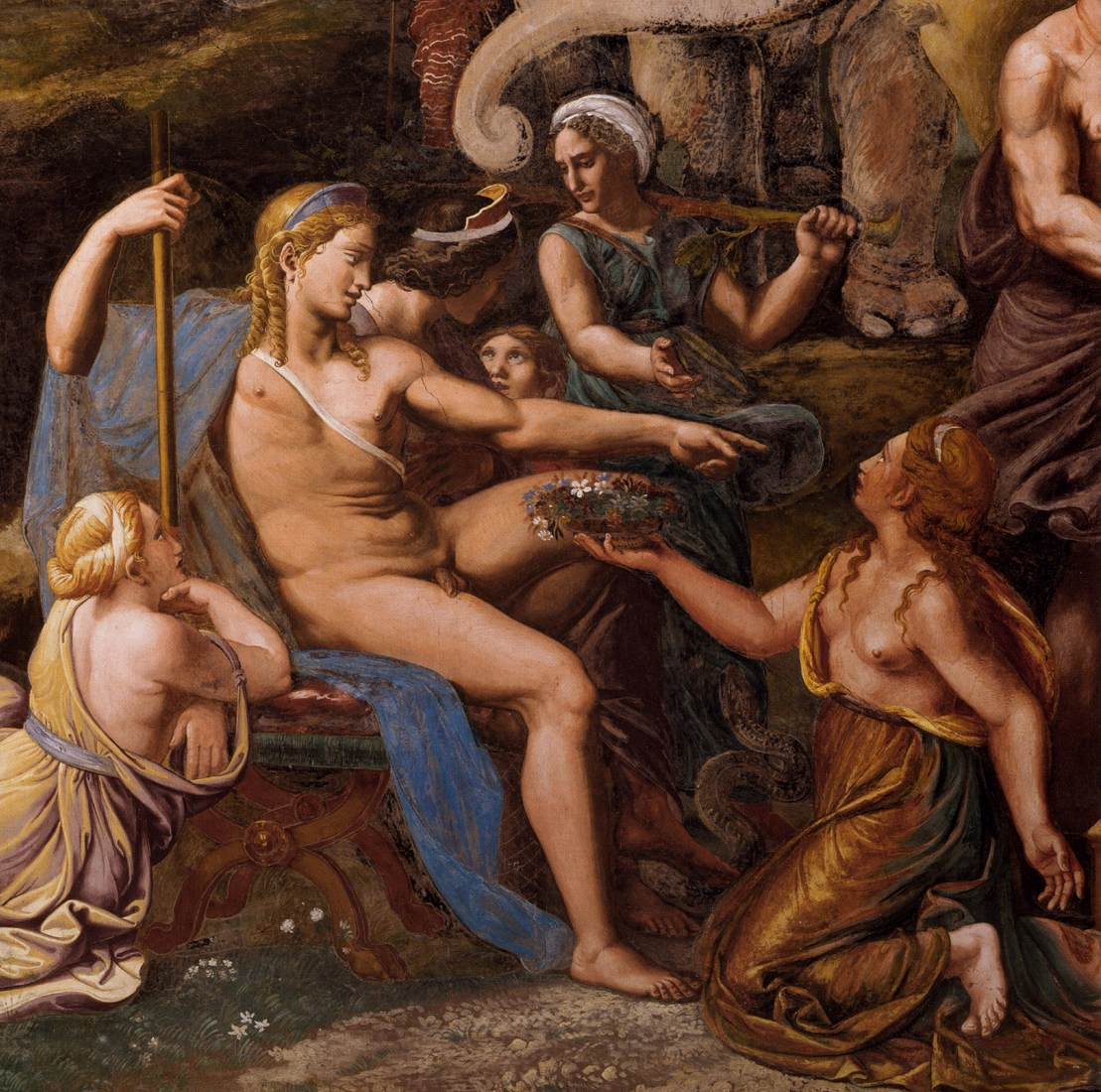

## Пограбування у підавстрійські часи
Ще 1630 року палац князівської родини дель Те був захоплений вояками Австрії і як трофеї було вивезено усе палацове майно. Споруда залишилась лише розкішною оболонкою без меблів і стояла покинутою.
Приміщення порожнього палацу часто використовували не за призначенням, тут розміщали склади, казарми для військових тощо. Лише близько 1866 року увесь комплекс палацових і господарських споруд придбав італійський уряд у державне майно.

## Музейні колекції палацу дель Те на початок 21 ст.
Це примусило повести ремонтно-відновлювальні роботи наприкінці 1980-х років. Згодом тут розмістили музей цивіко. У порожніх приміщеннях відбуваються виставки.
- Нумізматична і історична колекції. Тут розмістили матеріали з історії міста Мантуя та князівського роду Гонзага. Нумізматична частина збірок нараховує  595 монет, переважно з Мантуанського монетного двору та колекцію медалей.

- Дарунок Арнольдо Мондадорі. Він був видавцем родом із Мантуї. Власну колекцію картин, що нараховувала дев'ятнадцять картин Федеріко Дзандоменегі (1941—1917) та тринадцять картин Армандо Спадіні (1883—1925), він подарував Мантуї.

- Колекція єгипетських артефактів. Її зібрав Джузеппе Акербі (1783—1846), що був генеральним консулом Австрії і брав участь у експедиції французького дослідника Жана Франсуа Шампольйона. Він передав 1840 року у подарунок 500 артефактів Стародавнього Єгипта місту Мантуї. Колекцію розмістили у палаці дель Те.

- Месопотамська колекція Уго Сісса. Уго Сісс (1913—1980), архітектор і художник,  працював архітекторм у місті Багдад в період 1953-1958 рр. Перебування у Багдаді використав для створення власної колекції месопотамських старожитностей. Вона нараховує близько 250 зразків і демонструється у палаці дель Те.